# Robert Evans (biskup)
Robert Charles Evans (ur. 2 września 1947 w Moultrie, Georgia) – amerykański duchowny katolicki, biskup pomocniczy diecezji Providence w latach 2009–2022.

## Życiorys
Święcenia kapłańskie otrzymał z rąk kardynała Jamesa Hickeya w dniu 2 lipca 1973 i został inkardynowany do diecezji Providence. Po święceniach przez dziesięć lat pracował jako wikariusz, a w kolejnych latach był sekretarzem biskupim i wicekanclerzem kurii. W 1991 został proboszczem w Cumberland i dyrektorem wydziału kurialnego ds. personaliów kapłańskich. W 2001 objął funkcję dyrektora centrum formacyjnego dla duchowieństwa, a w latach 2005–2007 był pracownikiem nuncjatury apostolskiej. W 2007 objął probostwo w Greenville.
15 października 2009 mianowany biskupem pomocniczym Providence ze stolicą tytularną Aquae Regiae. Sakry udzielił mu bp Thomas Tobin.
23 listopada 2022 papież Franciszek przyjął jego rezygnację z urzędu biskupa pomocniczego.